# Flaga Tuwy
Flaga Tuwy
Poszczególne barwy symbolizują:
- Złota – dobrobyt,
- Błękit – dobroć, siłę, odwagę i jedność,
- Biel – czystość.

Uchwalona 17 września 1992 roku. Proporcje 1:2.

## FlagiTuwińskiej Republiki Ludowej
Tuwińska Republika Ludowa używała w sumie 7 flag.
Pierwsza flaga, z 1918 roku przedstawiała złote Koło Dharmy na błękitnym tle. W 1921 tło zmieniono na czerwone.
W 1926 umieszczono na fladze nowe godło, zaś po bokach napisy w języku tuwińskim. W 1930 napisy usunięto, zaś nad godłem dodano litery TAR. W 1933 godło zostało ponownie zmienione.
Od 1941 flaga Tuwy była cała czerwona, z napisem TAR w lewym górnym rogu. W latach 1943–1944 napis miał postać TAP. 
Flagi Tuwińskiej Republiki Ludowej
| od 1921 do 1926 | od 1926 do 1930 | od 1930 do 1933 | od 1933 do 1941 | od 1941 do 1943 | od 1943 do 1944 |